# 斯維特利奇內 (哈爾科夫州)
50°19′35″N 36°3′25″E / 50.32639°N 36.05694°E
斯維特利奇內（羅馬化：Svitlychne）是位於烏克蘭東部的村莊，由哈爾科夫州博霍杜希夫區的佐洛奇夫市鎮負責管轄。該村始建於1677年，面積0.4平方公里，海拔高度176米，2001年人口369，人口密度每平方公里931.8人。